# Wegekreuz Drölsholz

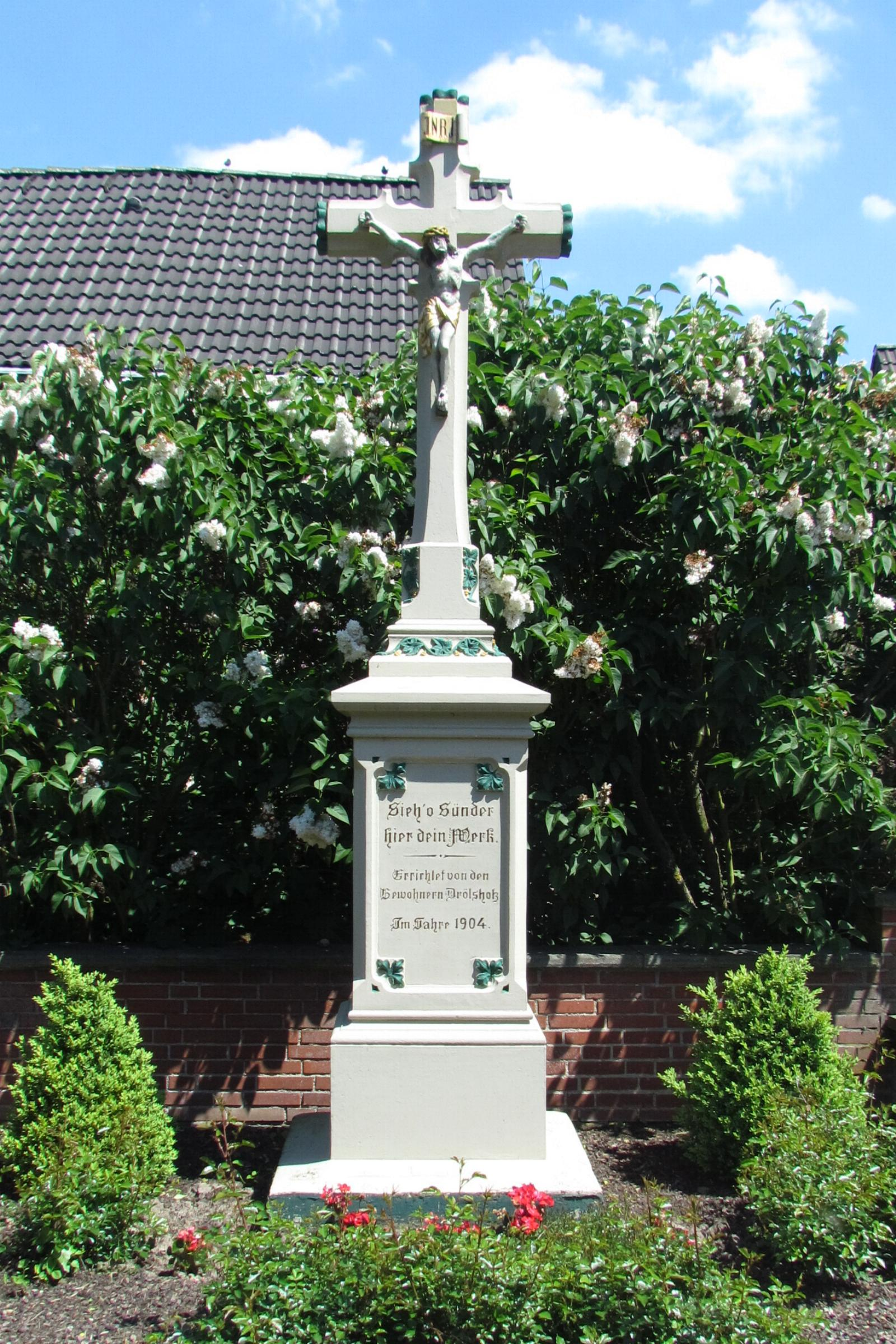
Wegekreuz

Der Wegekreuz Drölsholz steht im Stadtteil Liedberg in Korschenbroich  im Rhein-Kreis Neuss in Nordrhein-Westfalen am Kellereiweg.
Das Flurkreuz wurde 1904 erbaut und unter Nr. 072 am 16. September 1985 in die Liste der Baudenkmäler in Korschenbroich eingetragen.

## Architektur
Das Wegekreuz  besteht aus verputztem Sandstein, das auf einem hohen Sockel mit Inschrift und Datierung steht. Das hohe Kreuz mit gefasstem Steinkorpus hat ein vegetabilisches Dekor.